# Верхній Тасуркай
Верхній Тасурка́й (рос. Верхний Тасуркай) — село у складі Приаргунського округу Забайкальського краю, Росія.

## Населення
Населення — 255 осіб (2010; 345 у 2002).
Національний склад (станом на 2002 рік):
- росіяни — 96 %